# Автоматизація маркетингу
Автоматизація маркетингу (Marketing Automation) - автоматизація дій в маркетингу, які повторюються.
Автоматизація маркетингу — використання спеціалізованих комп'ютерних програм та технічних рішень для автоматизації маркетингових процесів підприємства, перенесення поточних бізнес-процесів компанії в область цифрових сервісів з метою економії трудових та тимчасових ресурсів. Основні галузі автоматизації — це маркетингове планування та бюджетування, управління маркетинговими активами, управління маркетинговими кампаніями, взаємодія з клієнтами, управління потенційними продажами, інтеграція даних про клієнтів та їх аналітика та інші аспекти маркетингу. Рішення в галузі автоматизації маркетингу поставляються у складі деяких систем управління взаємовідносинами з клієнтами (CRM-систем), а також у вигляді незалежних додатків — окремих програм управління маркетинговими завданнями (Enterprise Marketing Management — EMM). Своєю чергою, незалежні програми можуть бути комплексними системами або призначеними для вирішення приватних маркетингових завдань.